# Jérémie Renier
Jérémie Renier (Bruxelles, 6. siječnja 1981.), belgijski filmski glumac. Živi u Parizu.
Njegov filmski debi bio je u hvaljenom filmu Obećanje (1996.), redatelja Luca i Jean-Pierre Dardenna. Široj je publici postao poznat po ulogama u filmovima Vučje bratstvo (2001.) i Dijete (2005.).

## Vanjske poveznice
- (fr.) Službena stranica
- Jérémie Renier u internetskoj bazi filmova IMDb-u (engl.)